# Шишкін Віктор Іванович
Ві́ктор Іва́нович Ши́шкін (1952, Тирасполь, Молдавська РСР) — український правознавець, державний і громадський діяч, кандидат юридичних наук (з 1987), доцент (з 1991), перший Генеральний прокурор України (1991–1993), дійсний Державний радник юстиції (з 1992), Заслужений юрист України (з 1996), Народний депутат України 1-го, 2-го та 3-го скликань, суддя Конституційного Суду України (2006–2015).

## Життєпис
Народився у 1952 році в м. Тирасполь, Молдавська РСР, в сім'ї робітників, українського та російсько-молдовського походження.
У 1969 році закінчив середню школу у м. Тирасполі.
1969–1970: слюсар-складальник, Тираспольський електроапаратний завод.
1970–1972: проходив військову службу. Старший сержант прикордонних військ КДБ СРСР ( за його словами  в інтерв'ю від початку червня 2025 року, на відео після 4 хв).
1972–1973: учень Тираспольського технічного училища, отримав спеціальність — слюсар контрольно-вимірювальних приладів і автоматики (КВП і А).
1973–1975: слюсар КВП і А Південної дільниці (м. Кишинів) союзного спеціалізованого виробничого об'єднання «Союзенергоавтоматика» (м. Львів).
1975–1981: слухач підготовчого відділення, студент юридичного факультету Одеського державного університету імені І. І. Мечникова. Отримав диплом з відзнакою за спеціальністю «правознавство».
1981–1985: аспірант юридичного факультету Одеського державного університету імені І. І. Мечникова (заочна форма). У січні 1987 року захистив дисертацію на тему: «Конституційне право радянських громадян на оскарження дій посадових осіб, державних і громадських органів» та здобув вчений ступень кандидата юридичних наук з конституційного права.
1981–1990: на суддівських посадах: народний суддя Олександрівського районного суду Кіровоградської області (1981–1982), народний суддя Кіровського районного суду м. Кіровограда (1982–1985), суддя колегії з цивільних справ Кіровоградського обласного суду (1985–1987), заступник голови Кіровоградського обласного суду з кримінальних справ (1987–1990).
1990–1994: депутат Кіровоградської обласної ради.
Травень 1990 — травень 1994: народний депутат Верховної Ради України 1-го скликання, Кіровський виборчий округ Кіровоградської області № 226. Член «Народної Ради» (перша антикомуністична опозиція в парламенті). 1990–1991: заступник голови Комісії Верховної Ради України з питань законодавства і законності. 1991–1993: заступник Голови Конституційної комісії України.
Вересень 1991 — жовтень 1993: Генеральний прокурор України, ранг дійсного Державного радника юстиції України. Забезпечив організацію і створення незалежної від Москви прокуратури, розробку законодавчої бази для її діяльності.
Травень 1994 — травень 1998: народний депутат Верховної Ради України 2-го скликання, Київський виборчий округ № 296 Одеської області. Член депутатської групи «Реформи». Член позафракційної групи «Антимафія». Голова підкомітету з судово-правової реформи Комітету з питань правової політики і судово-правової реформи.
Травень 1998 — травень 2002: народний депутат Верховної Ради України 3-го скликання, виборчий округ № 133 Одеської області. Заступник голови Комітету з питань правової політики. Член позафракційної групи «Антимафія».
Брав безпосередню участь в розробці Декларації про державний суверенітет України (1990); революційних змін до Конституції УРСР 24.11.1990 (за якими Україна на конституційному рівні набула статусу незалежної держави); Конституції України (1996), зокрема Розділів VII, VIII, XII, XIII; Законів України: «Про Президента України», «Про прокуратуру України», «Про Конституційний Суд України», «Про Службу безпеки України», «Про Вищу раду юстиції», «Про судоустрій України», змін законів, що регулюють процедуру судочинства, організацію і діяльність судів і органів прокуратури, виконавчої влади та інших правових актів[джерело?].
Заступник голови Тимчасової слідчої комісії Верховної Ради України (2000–2002) щодо стану розслідування кримінальних справ стосовно низки нападів на державних і громадських діячів, зокрема — вбивства журналіста Георгія Гонгадзе, зникнення громадського діяча Михайла Бойчишина, вбивства народного депутата України Євгена Щербаня і Вадима Гетьмана та спроби вбивства народного депутата України Володимира Бортника, нападів на народних депутатів України Олександра Єльяшкевича, Василя Хару, викрадання сина народного депутата України Володимира Альохіна та загибелі народного депутата України Вадима Бойка, Михайла М'ясковського, Сергія Драгомарецького .
1996: за розробку Конституції України отримав звання Заслуженого юриста України. Європейською юридичною спільнотою змісту Конституції України 1996 року надана висока оцінка.
1996–2003: член Вищої ради юстиції, обраний З'їздом суддів України.
2002–2005: як позаштатний консультант, був задіяний у роботі кількох Комітетів Верховної Ради України, входив до складу робочих груп з підготовки нових Цивільного процесуального Кодексу України і Кодексу адміністративного судочинства України.
2005–2008: член Національної комісії зі зміцнення демократії та утвердження верховенства права (на громадських засадах).
Листопад 2005: Президентом України призначений суддею Конституційного Суду України. 4 серпня 2006 року склав присягу судді Конституційного Суду України.
2006–2015: суддя Конституційного Суду України. Наразі у відставці.
Як суддя Конституційного Суду України, почасти (32 рази) видавав окремі думки, зокрема щодо: переформатування коаліцій парламентських фракцій у Верховній Раді України, збереження української землі як основи національного багатства Українського народу та недопущення її продажу (зупинення намірів Президента Ющенка щодо продажу землі), Харківських угод 2010 року про перебування Чорноморського флоту РФ у Криму, змін до Конституції України (відновлення тексту в редакції 1996 року), обмеження використання української мови у судочинстві, порушення законами соціальних прав громадян, змін до Конституції України в умовах воєнного стану тощо.
2015: Верховною Радою України призначений членом конкурсної комісії з відбору кандидатів на зайняття адміністративних посад у Спеціалізованій антикорупційній прокуратурі (на громадських засадах).

## Окремі думки судді КСУ Шишкіна В. І., що мають особливе суспільне значення
1. Окрема думка щодо Ухвали КСУ від 24.11.2007 № 48-уп/2007 про неконституційність приватизації ВАТ «Маріупольський металургійний комбінат імені Ілліча».
2. Окрема думка щодо Ухвали КСУ від 20.02.2010 № 27-у/2010 про неконституційність продовження перебування Чорноморського флоту РФ у Криму (Харківська зрада 2010 року).
3. Окрема думка щодо Висновку КСУ від 16.06.2015 № 1-в/2015 про неконституційність внесення змін до Конституції України за умови воєнного стану.
4. Окрема думка щодо Рішення КСУ від 30.09.2010 № 20-рп/2010 про «конституційний переворот Януковича».
5. Окрема думка щодо Рішення КСУ від 16.06.2011 № 5-рп/2011 про неконституційність обмеження прав громадян на судовий захист.
6. Окрема думка щодо Рішення КСУ від 13.12.2011 № 17-рп/2010 про неконституційність обмеження використання української мови в судовій діяльності.
7. Окрема думка щодо Рішення КСУ від 25.01.2012 № 3-рп/2012 про неконституційність надання уряду права обмежувати соціальні гарантії громадян своїми актами (в позазаконний спосіб).

## Викладацька та наукова діяльність
Впродовж 28 років (1987–2015): викладав правові дисципліни у провідних вищих навчальних закладах України, зокрема: в Інституті міжнародних відносин, в Дипломатичній академії, у Київському національному університеті імені Тараса Шевченка та Київському національному економічному університеті імені Вадима Гетьмана.
Як науковець досліджує проблеми: забезпечення конституційних прав людини, організації судоустрою і судочинства, судового захисту прав людини, порівняння судового законодавства. Основні наукові праці: «Конституційне право на оскарження в суді дій посадових осіб» (1990), «Забезпечення прав людини в судочинстві США» (2000), «Судові системи країн світу» (книги 1–2, 2001), «Оскарження й перегляд судових рішень в Україні» (2003, у співавторстві). Автор двадцяти статей Юридичної енциклопедії (т. т. 1–6, 1998—2004). Автор наукових статей з фундаментальних проблем: «Адміністративний суд. Яким йому бути», «Що таке судова адміністрація» (обидві — 1994), «Диспозитивність — принцип судочинства» (1999), «Мова як складник державотворення» (2013), «Конституційно-висхідні гарантії реалізації права громадян України на послуговування державною мовою як складником державотворення» (2013), «До питання про адекватне сприйняття суті правних термінів» (2013).
Має понад 160 опублікованих наукових праць як в Україні так і за кордоном (Німеччина, Польща, США, Угорщина).

## Громадська діяльність
У 1988 році приєднався до суспільно-політичного громадського руху «Перевесло», якій стояв на альтернативних позиціях щодо монопольно-правлячої комуністичної партії. У 1989 році взяв активну участь в офіційній публічній дискусії з представниками обкому компартії щодо програми громадської організації «Народний Рух України за перебудову». Після чого став об'єктом цькування з боку партійної номенклатури. Зокрема, його оголосили «Українським буржуазним націоналістом». У зв'язку з чим був виключений з лав КПРС у квітні 1990 з формулюванням: «За опортунізм, ревізіонізм і створення паралельних структур»[джерело?].
У 1990–1994 роках у складі I скликання Верховної Ради України входив до першої антикомуністичної опозиції в парламенті — «Народна Рада». У складі II і III скликань Верховної Ради (1994–2002) – позафракційної групи «Антимафія».
У 2002–2005 роках був учасником акції «Україна без Кучми».
У 2006–2015 роках перебування на посаді судді Конституційного Суду України згідно з законодавством виключало відкриту участь у громадській діяльності.
З 2015 року — діяч Коаліції громадянського суспільства «Народна Конституція», «Руху за Суверенний Розвиток», Національної Асамблеї України, Української Народної Ради, ГО «Суспільство і право», Народного трибуналу України, мережі взаємодії «Суспільна Система», Всеукраїнського Комітету захисту рідної землі.
Автор низки експертних юридичних висновків та документів, зокрема:
- «Право народу на повстання»,
- «Земля як багатство всього Українського народу»,
- Обґрунтування законності дій щодо блокування «торгівлі на крові» через лінію фронту,
- Про виключення Росії з ООН: «Росія — незаконний член ООН»,
- Аналіз неконституційності положень «Мінського договорняка»,
- Про злочини В. Гонтаревої на посаді Голови Правління Національного банку України,
- Проект Закону України про негайне зняття депутатської недоторканості (під час акції Руху нових сил).

Брав участь у багатьох міжнародних конференціях, зокрема з аспектів конституційних засад державності, а також діяльності конституційних судів різних держав. Представляв Україну у складі делегації КСУ на четвертому Конгресі Всесвітньої конференції конституційного правосуддя «Верховенство права та конституційне правосуддя в сучасному світі» (Литва, Вільнюс, вересень 2017 року).

## Висунення кандидатом на посаду Президента України на виборах 2019 року
20 січня 2019 року Віктор Шишкін оголосив про своє висування кандидатом в Президенти України. Згодом він підтримав кандидата від об'єднаних націоналістів ВО «СВОБОДА» Руслана Кошулинського.

## Сім'я
Дружина — Шишкіна Олена Олегівна, громадянка України, державний службовець, проживає у м. Києві. Донька — Шишкіна Еліна Вікторівна, громадянка України, правник, проживає у м. Києві.